# Alfredo Javaloyes López

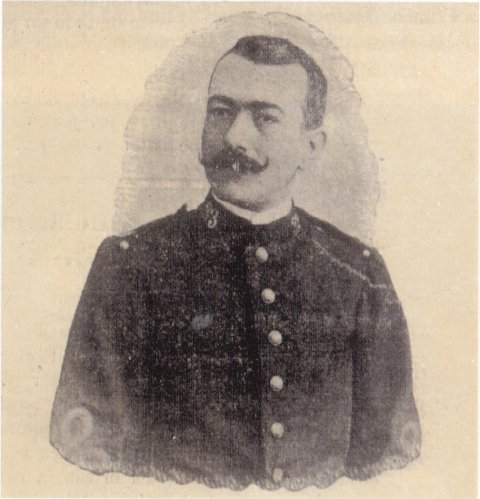
Alfredo Javaloyes hacia 1910.

Alfredo Javaloyes López (Elche, 22 de marzo de 1865-Elche, 18 de febrero de 1944}) fue un músico español. Su obra más conocida es la marcha militar El Abanico, compuesta en 1910.

## Biografía
Alfredo Javaloyes López nació el 22 de marzo de 1865 en la localidad de Elche. La calle donde nació lleva hoy su nombre.
En contra de la opinión familiar, estudia música, marchando para ello a Barcelona en 1880. En la capital catalana tratará de abrirse camino como violinista. Sin embargo, la fatalidad impediría que hiciera carrera como intérprete, dado que un accidente de tranvía le inutiliza la mano izquierda.
Con el apoyo de su maestro, Felipe Pedrell, vuelve a Elche y allí prepara las oposiciones para director de músicas militares. En ese período será director de la Banda de Música La Escala, siendo el adaptador de la música del conocido "Misteri" de esa ciudad.
En 1901 y tras superar las correspondientes oposiciones se incorpora como Director a la Música del Regimiento Sevilla 33 en Cartagena. Permanecería en esa ciudad hasta 1918, año en que es destinado, también como director, a la Música del Batallón de Cazadores de Barbastro.
Una vez retirado de la vida castrense, vuelve una vez más a su localidad natal, Elche, donde se incorpora como Director a la Banda de Música Municipal.
Falleció en Elche el 18 de febrero de 1944.

## Obra
La más conocida, indiscutiblemente, de las obras de Javaloyes es el pasodoble «El Abanico», compuesto en Cartagena en 1910. En origen el pasodoble era una marcha de paseo militar, y "El Abanico" sigue siendo una marcha de referencia entre las bandas militares, tanto en España como en otros países.
Compuso el himno de la ciudad de Elche y también otras muchas obras, como la zarzuela "La Perla" y varias marchas de procesión: "La Agonía", "Pasionaria" y "Vía Crucis" para la Semana Santa de Cartagena y "Desconsuelo", ya en su última etapa, para la Semana Santa de Elche.